# Midnight Scraper
Midnight Scraper var ett svenskt rockband som bildades 2001 av ett antal barndomsvänner från Sala. Bandets musik inspireras av rock- och soulmusiken från de ljuva 60- och 70-talen samt till viss del av countryn. I slutet av januari 2007 släpptes debutalbumet Fast Side - Slow Side på bolaget Popmate. (Sony BMG Music Entertainment). Bandet har gjort sig kända för sina närvarofyllda och intensiva liveframträdanden. Idag bor samtliga bandmedlemmar i Stockholm och några av medlemmarna bor tillsammans i ett kreativt kollektiv. I maj 2008 lämnade gitarristen Sparkle bandet.

## Dagens medlemmar
- Tom Goren: Sång
- Christopher Young: Gitarr
- Adam Tonér: Trummor
- Linus R Fritz: Bas

## Diskografi

### Singlar
- Maj 2006: Prove Me Wrong
- Nov 2006: Baby Let Me Make Up Your Mind
- Maj 2009: It's too late too stop now

### Fullängdsalbum
- 2007:Fast Side - Slow Side[1]
- 22 oktober 2009: Colored white